# Ихтиология (альбом)
«Ихтиология» — концертный альбом группы «Аквариум». Собран из записей акустических концертов 1983—1984 годов.

## История создания
Формально существование этого альбома обусловлено тем, что у друга «Аквариума» Михаила Мончацкого был магнитофон «Электроника» — приспособление для своего времени очень полезное. С большими усилиями его можно было привезти на конспиративную квартиру с целью записи концерта. По инициативе Мончацкого и были записаны несколько концертов — вероятно, три или четыре, отобраны наиболее устраивающие группу на тот момент времени песни и объединены в альбом, который вышел в свет летом 1984 года. Составы, поскольку записи собраны с разных концертов, разные. Разная и аппаратура — «Дитя рассвета», например, поётся в микрофон, о чём говорит яркий отечественный ревербератор.
Борис Гребенщиков об альбоме:
В этот период Аквариум был в очередной раз строго запрещён к публичным выступлениям; на это мы, как один, откликнулись обещанием сыграть концертов больше и лучше. Будучи нелитованными и во главе чёрного списка, играли по квартирам неизвестных нам знакомых. Инструментовка поэтому граничит с аскетизмом. (Для справедливости скажу, что театр Лицедеев не смутился нашей неприкасаемостью и пустил нас сыграть серию концертов, что и отражено во второй половине альбома).
(Гребенщиков, Б. Б. Краткий отчёт о 16-ти годах звукозаписи.1997).
Действительно, театр Вячеслава Полунина пустил к себе «Аквариум», устроив в небольшом репетиционном зальчике ЛДМ два концерта в феврале 1984, за что вполне мог лишиться и этого зальчика и собственных концертов.
 Запись альбома долго не издавалась на CD, ввиду низкого качества найденных фонограмм, и только в 1999 году в городе Сан-Диего у одного из любителей «Аквариума» была найдена запись хорошего качества, из которой был сделан альбом.

## Участники записи
- Борис «БГ» Гребенщиков — гитара, вокал, губная гармошка (4, 7, 9, 10)
- Всеволод «Сева» Гаккель — виолончель (8, 11, 12), вокал
- Михаил «Фан» Васильев-Файнштейн — перкуссия (1—4, 6—12)
- Андрей «Дюша» Романов — вокал, флейта (1, 2, 12)

## Список композиций
Музыка и текст во всех песнях — БГ.
1. Ключи от моих дверей (3:01)
2. Рыба (2:38)
3. Возвращение домой (2:54)
4. Странный вопрос (2:11)
5. Дитя рассвета (1:13)
6. Десять прекрасных дам (2:43)
7. Комната, лишённая зеркал (5:57)
8. Рождественская песня (4:57)
9. Новая жизнь на новом посту (3:35)
10. Сторож Сергеев (2:59)
11. Лети, мой ангел, лети (2:53)
12. Движение в сторону весны (3:03)

### Бонус-треки
Присутствуют на диске «Антология — VII. Ихтиология»
1. Уйдёшь своим путём (3:02)
2. Диплом (3:37)
3. Пески Петербурга (3:03)
4. Мне хотелось бы видеть тебя (2:54)
5. Немое кино (2:14)
6. Как движется лёд (3:29)
7. Песня № 2 (3:57)

## Факты
- Песня «Ключи от моих дверей» написана под влиянием песни Боба Дилана «Shelter from the storm».
- Песня «Рыба» написана под влиянием растафарианства.
- «Дитя рассвета» — самая старая песня на альбоме, она была написана в 1975 году и вошла в альбом Гребенщикова «С той стороны зеркального стекла».
- «Комната, лишённая зеркал» — своеобразный ответ на песню «Уездный город N» Майка Науменко.
- «Новая жизнь на новом посту» состоит по сути дела, из трёх мелодий — двух песенок и гармошечного риффа. Первая часть — это, впечатления Гребенщикова от собственной службы, а вторая была написана по заказу «Леннаучфильма».
- Песня «Сторож Сергеев» была написана в Крыму летом 1982 года. Гребенщиков отрицает, что эта вещь впрямую посвящена Науменко, но при этом добавляет, что, по странному стечению обстоятельств, именно в ту ночь, когда была написана песня, Майк вместе с Гаккелем занимались именно тем, что было описано в «Стороже».
- К этому альбому было добавлено больше бонус-треков, чем к любому другому альбому «Аквариума» в рамках проекта «Антология» — 7 песен. Все они логически продолжают альбом, поскольку все песни записаны в различное время на различных концертах группы и сольных концертах Гребенщиков: «Уйдёшь своим путём» и «Диплом» были записаны на концерте в ЛТИХП 21 февраля 1984 года, песня «Пески Петербурга» была зафиксирована на концерте Гребенщикова в клубе ЛПИ 17 ноября 1983 года. «Песня № 2», «Мне хотелось бы видеть тебя», «Как движется лёд» и «Немое кино» — именно в таком порядке они были спеты на квартирном концерте Гребенщикова 1983 года, известном под названием «Альтернатива».
- Из песен, представленных на альбоме в студии были перезаписаны «Ключи от моих дверей» (2 раза — в 1999 и 2006 годах), «Сторож Сергеев» («M.C.I.»), «Диплом» (альбом «Феодализм» и антология «История Аквариума. Архив. Том III»), «Пески Петербурга», «Мне хотелось бы видеть тебя» и «Песня № 2» — для альбома «Пески Петербурга» (последняя также попала в «M.C.I.»).

## Переиздания

Обложка массового издания альбома 1999 года

- 1999 год — студия «SoLyd Records» переиздала альбом ограниченным тиражом в собственном (близком к оригинальному) оформлении[2] и массовым тиражом.
- 2002 год — альбом переиздан на CD в рамках проекта «Антология». В этом издании добавлены бонус-треки.